# Dyskografia Dulce Maríi
Dyskografia Dulce Maríi – meksykańskiej piosenkarki i aktorki – obejmuje trzy albumy studyjne, jedenaście singli i osiem teledysków.

## Albumy studyjne
| Rok                         | Dane. dot. albumu | Najwyższe pozycje na listach | Najwyższe pozycje na listach | Certyfikat   |
| Rok                         | Dane. dot. albumu | MEX                          | ESP                          | Certyfikat   |
| --------------------------- | --- | ---------------------------- | ---------------------------- | ------------ |
| 2010                        | Extranjera - Wytwórnia: Universal Music Group - Format: CD, digital download                                                | 8                            | 9                            |              |
| 2011                        | Extranjera – Segunda parte - Wydany: 14 czerwca 2011 - Wytwórnia: Universal Music Mexico - Format: CD+DVD, digital download | 29                           | 24                           | - BRA: złoto |
| 2014                        | Sin fronterase - Wydany: 8 kwietnia 2014 - Wytwórnia: Universal Music Mexico - Format: Digital download                     | –                            | –                            |              |
| „–” album nie był notowany. | |                              |                              |              |

## Single
| Rok  | Tytuł                                                                              | Najwyższe pozycje na listach | Album                      |
| Rok  | Tytuł                                                                              | ESP                          | Album                      |
| ---- | ---------------------------------------------------------------------------------- | ---------------------------- | -------------------------- |
| 2009 | „Verano”                                                                           | –                            | –                          |
| 2010 | „Extranjera”                                                                       | 29                           | Extranjera                 |
| 2010 | „Inevitable”                                                                       | –                            | Extranjera                 |
| 2010 | „Ya no”                                                                            | –                            | Extranjera – Segunda parte |
| 2010 | „Navidad Navidad” (& Arthur Hanlon, Chino & Nacho)                                 | –                            | –                          |
| 2012 | „Es un drama (Tema original de la serie Último año)”                               | –                            | –                          |
| 2013 | „Antes que ver el sol”                                                             | –                            | –                          |
| 2013 | „Lágrimas” (feat. Julión Álvarez)                                                  | –                            | –                          |
| 2015 | „Pon el alma en el juego” (& Cali y El Dandee, D-Niss, Luciano Pereyra, Sam Alves) | –                            | –                          |
| 2016 | „Dejarte de amar”                                                                  | –                            | –                          |
| 2016 | „No sé llorar”                                                                     | –                            | –                          |
| 2016 | „Volvamos” (feat. Joey Montana)                                                    | –                            | –                          |

### Z gościnnym udziałem
| Rok  | Tytuł              | Album   |
| ---- | ------------------ | ------- |
| 2009 | „Beautiful” (Akon) | Freedom |

## Pozostałe utwory
| Rok  | Tytuł | Uwagi                                               |
| ---- | --- | --------------------------------------------------- |
| 2003 | „De donde vienes... A aonde vas..?” (& Aarón Díaz, Christian Chávez, Alfonso Herrera, Francisco Rubio, Sherlyn, Grettell Valdéz) | Wydany na albumie Clase 406 - El siguiente paso...! |
| 2003 | „Vete” | Wydany na albumie Clase 406 - El siguiente paso...! |
| 2003 | „Dos enamorados” (Christian Chávez)                                                                                              | Wydany na albumie Clase 406 - El siguiente paso...! |
| 2003 | „Shala la la” (& Aarón Díaz, Christian Chávez, Alfonso Herrera, Francisco Rubio, Sherlyn, Grettell Valdéz)                       | Wydany na albumie Clase 406 - El siguiente paso...! |
| 2003 | „Grita” (& Aarón Díaz, Christian Chávez, Alfonso Herrera, Francisco Rubio, Sherlyn, Grettell Valdéz)                             | Wydany na albumie Clase 406 - El siguiente paso...! |
| 2003 | „Mirame a los ojos” (& Grettell Valdéz, Aarón Díaz, Sherlyn)                                                                     | Wydany na albumie Clase 406 - El siguiente paso...! |
| 2012 | „Te sigue esperando mi corazón” (Río Roma)                                                                                       |                                                     |
| 2013 | „Wake Up Beside Me” (Basshunter)                                                                                                 | Wydany na albumie Calling Time                      |

### Notowane na listach
| Rok  | Tytuł                             | Najwyższe pozycje na listach | Album      |
| Rok  | Tytuł                             | ESP                          | Album      |
| ---- | --------------------------------- | ---------------------------- | ---------- |
| 2014 | „No regresa más” (& Henry Mendez) | 37                           | Dale Mambo |

## Teledyski
| Rok  | Tytuł                        |
| ---- | ---------------------------- |
| 2010 | „Inevitable”                 |
| 2011 | „Ya no”                      |
| 2013 | „Lágrimas”                   |
| 2013 | „Ingenua”                    |
| 2014 | „Antes que ver el sol”       |
| 2014 | „O lo haces tú o lo hago yo” |
| 2014 | „No regresa más”             |
| 2016 | „No sé llorar"               |
| 2016 | „Volvamos”                   |

### Teledyski tekstowe
| Rok  | Tytuł                  |
| ---- | ---------------------- |
| 2014 | „Antes que ver el sol” |
| 2016 | „Dejarte de amar”      |